# Magyar labdarúgó-játékvezetők listája
Az alábbi lista a nevezetes magyar labdarúgó-játékvezetők nevét tartalmazza.
| Ábécé szerinti tartalomjegyzék                                                                           |
| --- |
| A, Á B C Cs D Dz Dzs E, É F G Gy H I, Í J K L Ly M N Ny O, Ó Ö, Ő P Q R S Sz T Ty U, Ú Ü, Ű V W X Y Z Zs |

## A
- Ábrahám Attila (1962–) nemzetközi játékvezető
- Ábrai Zsigmond (1893–1984) nemzeti játékvezető, sportvezető, szakíró
- Almási János (1925–2000) nemzetközi játékvezető
- Andó-Szabó Sándor (1979–) nemzetközi játékvezető
- Antal Péter (1986–) nemzeti játékvezető
- Antay János (1897–?) nemzetközi játékvezető, sportvezető
- Arany Tamás (1966–) nemzeti játékvezető, sportszerkesztő
- Aranyosi Lajos (1918–2002) nemzetközi játékvezető, sportvezető
- Aschner Jakab (1882–1971) labdarúgó, nemzeti játékvezető, sportvezető

## B
- Balázs Pál (1919–2010) labdarúgó, nemzeti játékvezető
- Bálint László (1890–?) nemzetközi játékvezető
- Balla Gyula (1927–1984) nemzetközi játékvezető
- Balla Károly (1909–1983) nemzetközi játékvezető
- Bana Antal (1928–2009) nemzeti játékvezető
- Bánkuti Andor (1908–1962) nemzeti játékvezető
- Bárdos Sándor (1904–1978) labdarúgó, edző, nemzeti játékvezető
- Barna Béla (1897–1958) nemzeti játékvezető
- Baron Vilmos (1889–?) nemzeti játékvezető
- Bártfai Róbert (1937–2000) labdarúgó, nemzeti játékvezető
- Bay Ferenc (1949–) nemzeti játékvezető
- Bede Ferenc (1965–) nemzetközi játékvezető
- Békés Marcell (1888–1947) nemzeti játékvezető
- Berger József (1978–) nemzeti játékvezető
- Berke Balázs (1984–) nemzeti játékvezető
- Bihari Sándor (1917–1986) nemzeti játékvezető
- Bircsák Gusztáv (1925–2006) nemzetközi játékvezető
- Bíró Sándor (1891–1950) nemzetközi játékvezető
- Bíróczky János (1923–1984) nemzetközi játékvezető
- Bogár Gergő (1991–) nemzetközi játékvezető
- Bognár István (1948–) nemzeti játékvezető
- Bognár Tamás (1978–) nemzetközi játékvezető
- Bokor István (1908–1983) nemzetközi játékvezető
- Boronkay Gábor (1889–1942) labdarúgó, nemzetközi játékvezető
- Bozóky Imre (1953–) sportvezető, az MLSZ elnöke (1999–2006), nemzetközi labdarúgó-partbíró
- Böcskei Balázs (1983–) nemzeti játékvezető, politikai elemző
- Bukovics József (1960–) nemzeti játékvezető
- Büki László (1942–) nemzeti játékvezető

## Cs
- Csárdás Gusztáv (1891–1966) nemzetközi játékvezető
- Csernefalvy László (1929–2017) nemzeti játékvezető
- Csonka Bence (1992–) nemzeti játékvezető

## D
- Dankó György (1906–1981) nemzetközi játékvezető
- Divinyi Béla (1943–) nemzeti játékvezető
- Dorogi Andor (1912–1989) nemzetközi játékvezető
- Drigán György (1944–) nemzeti játékvezető
- Dubraviczky Attila (1971–) nemzetközi játékvezető

## E, É
- Egervári Ferenc (1930–2015) nemzeti játékvezető, sportvezető
- Égner Kálmán (1891–1942) nemzeti játékvezető
- Emődi Rezső (1903–1976) válogatott labdarúgó, nemzeti játékvezető
- Emsberger Gyula (1924–2011) nemzetközii játékvezető
- Erdős József (1977–) nemzeti játékvezető
- Erős Gábor (1971–) nemzeti játékvezető, nemzetközi labdarúgó-partbíró, politikus, országgyűlési képviselő

## F
- Fábián Mihály (1980–) nemzetközi játékvezető
- Farkas Ádám (1982–) nemzetközi játékvezető
- Fehérvári József (1919–2005) nemzeti játékvezető
- Fehéry Ákos (1883–1921) válogatott labdarúgó, edző, szövetségi kapitány, nemzetközi játékvezető
- Fekete Miklós (1944–2018) nemzeti játékvezető
- Fenyves Miklós (1897–) nemzeti játékvezető
- Földessy János (1888–1965) labdarúgóedző, szövetségi kapitány, újságíró, nemzeti játékvezető
- Friedrich István (1883–1951) politikus, miniszterelnök, válogatott labdarúgó, sportvezető, nemzeti játékvezető
- Fülep Kornél (1916–1991) nemzeti játékvezető, sportújságíró

## G
- Gaál Gyöngyi (1975–) nemzetközi játékvezető
- Gabona Károly (1859–1902) nemzeti játékvezető
- Gabrovitz Emil (1875–1945) válogatott labdarúgó, nemzeti játékvezető
- Géberth Ferenc (1892–1971) nemzeti játékvezető
- Gellért György (?–?) nemzeti játékvezető
- Gere Gyula (1920–1993) nemzetközi játékvezető
- Gere Jenő (1919–) nemzetközi játékvezető
- Geréb István (1918–1994) nemzeti játékvezető
- Gergely Sándor (1968–2025) nemzeti játékvezető
- Gerő Ferenc (1890–1959) nemzetközi játékvezető
- Gillemot Ferenc (1875–1916) labdarúgó, edző, nemzeti játékvezető, sportújságíró
- Glück Jenő (?–?) nemzeti játékvezető
- Gombos Géza (1895–1975) nemzeti játékvezető
- Gorszky Tivadar (1883–1957) válogatott labdarúgó, nemzeti játékvezető
- Grolig Ernő (1876–1941) kerékpárversenyző, nemzeti játékvezető

## Gy
- Győri László (1940–2008) nemzetközi játékvezető

## H
- Hajdó Attila (1963–) nemzeti játékvezető, nemzetközi futsal-játékvezető
- Hajós Alfréd (1878–1955) olimpiai bajnok úszó, labdarúgó, nemzeti játékvezető, újságíró, építészmérnök
- Hajós József (1888–?) nemzeti játékvezető
- Halász Mihály (1929–2016) nemzetközi játékvezető
- Hamar László (1952–) nemzeti játékvezető
- Hámori László (1933–1989) nemzetközi játékvezető
- Hanacsek Attila (1967–) nemzetközi játékvezető
- Harsády József (1878–1942) labdarúgó, edző, szövetségi kapitány, nemzeti játékvezető
- Hartmann Lajos (1947–) nemzetközi játékvezető
- Havas Lajos (1877–1969) nemzeti játékvezető
- Hegyes Gyula (1931–) nemzeti játékvezető
- Herczog Ede (1880–1953) labdarúgó, edző, szövetségi kapitány, nemzetközi játékvezető
- Hernádi Vilmos (1917–1988) nemzetközi játékvezető
- Hertzka Pál (1898–1979) nemzetközi játékvezető
- Hévízi Ottó (1932–) nemzeti játékvezető
- Himler Oszkár (1891–1964) nemzeti játékvezető
- Horváth Ferenc (1874–1932) labdarúgó, sportvezető, nemzeti játékvezető
- Horváth Lajos (1924–2002) nemzetközi játékvezető
- Huták Antal (1948–2022) nemzetközi játékvezető

## I, Í
- Iszer Károly (1861–1929) nemzeti játékvezető, újságíró, sportvezető
- Iváncsics Mihály (1893–1968) nemzetközi játékvezető, sportvezető
- Iványi Zoltán (1975–) nemzeti játékvezető
- Izsó László (1886–1920) válogatott labdarúgó, sportújságíró, nemzeti játékvezető

## J
- Jaczina Róbert (1935–2015) nemzetközi játékvezető
- Juhász Attila (1884–?) nemzeti játékvezető
- Juhos Attila (1962–) nemzetközi játékvezető

## K
- Kaibás Dezső (1951–) nemzeti játékvezető, sportvezető
- Kamarás Árpád (1898–1978) nemzetközi játékvezető
- Kamarás István (1934–) nemzetközi játékvezető, jogász, bíró
- Kann Ferenc (1894–1983) nemzetközi játékvezető, sportvezető, szakíró
- Kaposi Sándor (1920–1998) labdarúgó, nemzetközi játékvezető
- Káprály Mihály (1990–) nemzeti játékvezető
- Karádi Nagy Lajos (1886–1965) romániai magyar nemzetközi játékvezető, jogász, újságíró
- Karakó Ferenc (1983–) nemzetközi játékvezető
- Kassai Viktor (1975–) nemzetközi játékvezető
- Katona József (1926–2003) nemzeti játékvezető
- Kiss Béla (1958–) nemzeti játékvezető
- Kiss Ernő (1900–1967) nemzeti játékvezető
- Kiss Géza (1952–2011) nemzetközi játékvezető
- Kiss Gyula (1881–1959) válogatott labdarúgó, edző, szövetségi kapitány, nemzeti játékvezető
- Klebersberg Géza (1869–1946) labdarúgó, nemzeti játékvezető
- Klein Árpád (1903–1944) nemzetközi játékvezető
- Klug Frigyes (1887–1962) nemzetközi játékvezető
- Kovács Elemér (1890–1965) válogatott labdarúgó, nemzeti játékvezető
- Kovács I. László (1946–) nemzetközi játékvezető
- Kőrös László (1941–) nemzetközi játékvezető
- Kösztner Vilmos (1917–1965) nemzetközi játékvezető
- Kövesdi Lajos (1911–1990) labdarúgó, nemzeti játékvezető, sportvezető
- Kulcsár Katalin (1984–) nemzetközi játékvezető
- Kurmai Zoltán (1951–) nemzeti játékvezető
- Kuti Sándor (1942–) nemzetközi játékvezető
- Kürti Imre (1931–2015) nemzeti játékvezető, sportvezető

## L
- Langfelder Ferenc (1882–1944) nemzeti játékvezető, sportvezető
- Lauber Dezső (1879–1966) építész, atléta, sportvezető, nemzeti játékvezető
- Lauber Gyula (1937–) nemzetközi játékvezető
- Lázin János (1941–2011) nemzeti játékvezető
- Lettrich Ferenc (1952–) nemzeti játékvezető
- Lipovetz Géza (1882–1918) labdarúgó, nemzeti játékvezető
- Löwenrosen Károly (1871–1952) labdarúgó, birkózó, nemzeti játékvezető
- Lucius Károly (1873–1926) atléta, labdarúgó, nemzeti játékvezető

## M
- Maczkó József (1937–2016) nemzeti játékvezető
- Major István (1911–1986) nemzeti játékvezető, szakíró, oktató
- Major László (1912–1976) nemzeti játékvezető
- Majorszky Ferenc (1893–1949) nemzetközi játékvezető
- Makai János (1967–) nemzeti játékvezető, íjász
- Makó István (1941–2016) nemzeti játékvezető
- Marcsok János (1950–) labdarúgó, nemzeti játékvezető
- Marton László (1929–2008) nemzetközi játékvezető
- Márton Sándor (1952–2025) nemzeti játékvezető, nemzetközi asszisztens
- Megyebíró János (1969–) nemzetközi játékvezető
- Mészáros István (1969–) nemzeti játékvezető, nemzetközi standlabdarúgó-játékvezető
- Minder Frigyes (1880–1968) labdarúgó, edző, szövetségi kapitány, nemzeti játékvezető
- Mohácsi Lajos (1935–2017) nemzeti játékvezető
- Mohács Lajos (1957–) nemzeti játékvezető
- Molnár László (1949–) labdarúgó, nemzetközi játékvezető
- Müncz György (1929–2005) nemzetközi játékvezető

## N
- Nagy Béla (1937–2024) nemzetközi játékvezető
- Nagy István (1951–) labdarúgó, nemzeti játékvezető, partbíró
- Nagy János (1947–) válogatott labdarúgó, edző, nemzeti játékvezető
- Nagy Lajos (?–?) nemzeti játékvezető
- Nagy László (1896–1983) nemzeti játékvezető
- Nagy László (1947–) nemzeti játékvezető
- Nagy Miklós (1938–) nemzetközi játékvezető
- Németh Ádám (1982–) nemzetközi játékvezető
- Németh Lajos (1944–2014) labdarúgó, nemzetközi játékvezető
- Neuber Alajos (1924–2019) nemzeti játékvezető
- Nirnsee Gyula (1883–1946) válogatott labdarúgó, nemzeti játékvezető

## O, Ó
- Oláh Aladár (1885–1967) válogatott labdarúgó, nemzetközi játékvezető
- Oláh Gábor (1976–) nemzeti játékvezető
- Oláh Károly (1884–1937) válogatott labdarúgó, nemzeti játékvezető
- Ordódy Béla (1880–1955) válogatott labdarúgó, jégkorongozó, nemzetközi játékvezető

## P
- Pádár László (1943–2020) nemzetközi játékvezető
- Páder Vilmos (1949–) sportújságíró, nemzeti játékvezető
- Palásti Ferenc (1901–1960) nemzetközi játékvezető
- Páldi Ede (1916–2012) nemzetközi játékvezető
- Palócz Mátyás (1886–1923) nemzeti játékvezető
- Palotai Károly (1935–2018) olimpiai bajnok labdarúgó, nemzetközi játékvezető, sportvezető
- Petri Sándor (1928–2016) nemzetközi játékvezető, sportvezető, újságíró
- Piller Sándor (1962–) nemzetközi játékvezető
- Plasek Gábor (1948–) nemzetközi játékvezető
- Pósa János (1910–1990) nemzetközi játékvezető
- Pozsonyi Imre (1882–1963) válogatott labdarúgó, edző, nemzeti játékvezető
- Puhl Sándor (1955–2021) nemzetközi játékvezető, sportvezető, televíziós szakkommentátor

## R
- Radó János (1924–?) nemzeti játékvezető
- Ramaszéder István (1878–1922) nemzeti játékvezető
- Reichardt Ottó (1884–?) nemzeti játékvezető
- Roxin György (1954–) nemzeti játékvezető

## S
- Sápi Csaba (1971–) nemzetközi játékvezető
- Saskőy Szabolcs (1970–) nemzetközi játékvezető
- Schiessler József (1893–) nemzeti játékvezető, sportvezető
- Schiller Gyula (1894–1963) labdarúgó, nemzeti játékvezető
- Schopp Károly (1927–1978) nemzetközi játékvezető
- Schubert Ernő (1881–1931) atléta, rövidtávfutó, nemzeti játékvezető
- Schubert Ferenc (1878–) nemzetközi játékvezető
- Siklósi György (?–?) nemzeti játékvezető
- Sipos Szilárd (1923–1962) nemzetközi játékvezető, sportvezető
- Solymosi Péter (1972–) nemzeti játékvezető
- Somlai Lajos (1932–1999) nemzeti játékvezető
- Somos István (1909–1993) nemzeti játékvezető, sporttörténetíró
- Soós Béla (1922–?) nemzeti játékvezető, sportvezető
- Soós Ferenc (1946–2012) nemzeti játékvezető, sportvezető
- Soós Gábor (1920–1991) nemzetközi játékvezető
- Speidl Zoltán (1880–1917) atléta, futó, olimpikon, nemzeti játékvezető
- Spitz Dezső (1885–?) labdarúgó, nemzeti játékvezető
- Sramkó Jenő (1916–1990) nemzetközi játékvezető
- Stamler Péter (1947–) nemzeti játékvezető
- Steiner Bertalan (1881–1914) válogatott labdarúgó, nemzeti játékvezető
- Stobbe Ferenc (1864–1916) labdarúgó, edző, szövetségi kapitány, nemzeti játékvezető, építész
- Sugár István (?–1914) nemzeti játékvezető

## Sz
- Szabó Béla (1944–) nemzetközi játékvezető
- Szabó János (1951–2016) nemzeti játékvezető
- Szabó József (1948–) labdarúgó, nemzeti játékvezető
- Szabó Zsolt (1972–) nemzetközi játékvezető
- Szarka Zoltán (1963–) nemzetközi játékvezető
- Szávó János (1938–2016) nemzeti játékvezető
- Szegedi Barna (1926–1997) nemzeti játékvezető
- Szél László (1902–1976) nemzeti játékvezető
- Szigeti György (1908–1980) nemzetközi játékvezető
- Szilágyi Sándor (1950–) nemzeti játékvezető
- Szilasi Szabolcs (1974–) nemzeti játékvezető
- Szilvási Sándor (1930–2021) labdarúgó, nemzetközi játékvezető
- Szkokán Zoltán (1930–2003) nemzeti játékvezető
- Szlávik András (1932–1990) nemzeti játékvezető, sportvezető
- Szücs Jenő (1917–1985) labdarúgó, sportvezető, nemzeti játékvezető
- Szüsz Hugó (1893–1944) labdarúgóedző, nemzetközi játékvezető

## T
- Tabák Endre (1908–1994) nemzeti játékvezető, sportvezető, szakíró, publicista
- Taffel Miksa (?–1920) nemzeti játékvezető, sportújságíró
- Tapolczai János (1939–2022) nemzeti játékvezető
- Tátrai László (1941–) nemzeti játékvezető
- Tompa István (1933–2010) nemzeti játékvezető
- Tóth Vencel (1953–) nemzetközi játékvezető
- Tóth Vencel (1978–) nemzetközi labdarúgó-játékvezető-asszisztens
- Török Károly (1967–) nemzeti játékvezető, nemzetközi futsal-játékvezető

## U, Ú
- Újvári-Cseh Ödön (1886–1927) nemzeti játékvezető
- Ullerich Ferenc (1882–) labdarúgó, atléta, sportvezető, nemzeti játékvezető
- Urbán Árpád (1942–2005) nemzetközi játékvezető, politikus, országgyűlési képviselő
- Urbán Eszter (1984–) nemzetközi játékvezető

## V
- Vad Anita (1991–) nemzetközi játékvezető-asszisztens
- Vad István (1953–) labdarúgó, nemzetközi játékvezető
- Vad II István (1979–) nemzetközi játékvezető
- Vadas György (1921–1999) nemzetközi játékvezető
- Vágner László (1955–) nemzetközi játékvezető
- Vámos Soma (1881–1965) nemzeti játékvezető, sportvezető
- Varga László (1950–) nemzeti játékvezető, nemzetközi asszisztens
- Varga Sándor (1951–2021) nemzetközi játékvezető
- Vargáné Patkó Valéria (1921–) nemzeti játékvezető
- Veizer Roland (1979–) nemzeti játékvezető
- Vértes Imre (1892–1931) nemzetközi játékvezető
- Vincze Ferenc (1927–2015) nemzeti játékvezető
- Virág Iván (1953–) nemzeti játékvezető, sportvezető, sportújságíró
- Virágh Ferenc (1909–1998) nemzetközi játékvezető
- Vízhányó László (1924–1997) nemzetközi játékvezető

## W
- Weisz Ferenc (1885–1944) válogatott labdarúgó, edző, nemzeti játékvezető
- Wottava Tibor (1922–1979) nemzetközi játékvezető

## Y
- Arthur Yolland (1874–1956) irodalomtörténész, nemzetközi játékvezető

## Z
- Zierkelbach Péter (1988–) nemzeti játékvezető

## Zs
- Zsarnóczay János (1893–1946) nemzeti játékvezető, ügyvéd, főtanácsos
- Zsolt István (1921–1991) nemzetközi játékvezető, sportvezető